# Филиппинская парусная ящерица
Филиппинская парусная ящерица (лат. Hydrosaurus pustulatus) — вид ящериц из семейства агамовых. Эндемик Филиппин.
Взрослые ящерицы могут достигать длины до 1 метра. Окраска тела зеленовато-серого цвета. У самцов гребень на спине больше чем у самок.
Обитает во влажных тропических лесах Филиппин вблизи рек или рисовых полей. Прекрасно плавает. Всеядна, питается фруктами, листьями, цветами, насекомыми и мелкими млекопитающими.
Яйцекладущий вид. Яйца откладывает в норах, вырытых по берегам рек.